# I Had Some Help
"I Had Some Help" is een nummer van de Amerikaanse rapper en zanger Post Malone, samen met de Amerikaanse countryzanger Morgan Wallen. Het werd uitgebracht via Republic en Mercury Records als de eerste single van Malone's zesde studioalbum, F-1 Trillion, op 10 mei 2024. Malone en Wallen schreven het nummer met producers Louis Bell, Charlie Handsome en Hoskins, samen met Ernest, Ashley Gorley en Chandler Paul Walters.
In Amerika debuteerde "I Had Some Help" bovenaan de Billboard Hot 100 met de hoogste wekelijkse verkoopcijfers en streams sinds 2020. Hiermee behaalde Malone zijn zesde nummer 1-hit en Wallen zijn tweede. Het is inmiddels het op één na langstlopende nummer 1-nummer van 2024 geworden. Het nummer schreef geschiedenis door op nummer één te debuteren in zowel de Billboard Hot 100 als ' Billboard Hot Country Songs-hitlijst. Het nummer debuteerde ook op nummer één in de jaarlijkse Songs of the Summer-hitlijst. Het nummer bereikte de nummer één-positie in hitlijsten in Australië, Canada, Ierland en Noorwegen.

## Liveoptredens
Op 28 april 2024 zongen Malone en Wallen een eigen set Stagecoach Festival in Indio, Californië. Tijdens de set van Wallen zongen de twee het nummer voor het eerst samen. Op 16 mei 2024 voerde Malone het nummer uit tijdens de 59e Academy of Country Music Awards in Frisco (Texas). Op 28 mei 2024 voerde Malone het lied uit in het Louvre in Parijs. En op 7 juni 2024 voerde Malone het lied uit op Governor's Ball in New York. 